# 苏州上方山国家森林公园
苏州上方山国家森林公园是位于中华人民共和国江苏省苏州市南部石湖湖畔的國家森林公園，以吴越遗迹和江南水乡风光而著称。公园内有楞枷塔、拜郊台、越公井、乾隆御道、吴越古城墙、治平寺、茶磨屿、石湖草堂、烽火台等二十余处景点。